# Sjung
Sjung è il quarto album in studio della cantautrice iraniana-svedese Laleh, pubblicato nel 2012.

## Tracce
1. Elephant – 4:09
2. Some Die Young – 3:48
3. Who Started It – 4:45
4. Interlude – 1:42
5. Samuel – 3:42
6. Better Life – 3:24
7. What You Want – 3:14
8. In The Comet – 4:15
9. Vårens Första Dag – 4:41
10. Du följer med mig – 4:37
11. Sjung – 3:45